# Antje Harvey
Antje Harvey, geborene Misersky (* 10. Mai 1967 in Magdeburg), ist eine ehemalige Skilangläuferin und Biathletin, die für die DDR und für Deutschland startete. Für ihre internationalen sportlichen Erfolge wurde sie in der DDR mit dem Titel „Meister des Sports“ ausgezeichnet. Mit der Weigerung ihres Vaters, seiner Tochter im Rahmen des staatlich verordneten Dopings im DDR-Leistungssport Dopingsubstanzen zu verabreichen, war ihre Skilanglaufkarriere in der DDR zunächst beendet. 1989 wurde sie wieder in den Kader des ASK Vorwärts Oberhof aufgenommen, um im aufkommenden Frauenbiathlon eine DDR-Nationalmannschaft mit aufzubauen. Bei den Olympischen Spielen 1992 und 1994 gewann sie eine Gold- und drei Silbermedaillen.

## Werdegang
Antje Misersky entstammt einer sportlichen Familie (Leichtathletik). Ihr Vater Henner Misersky hat Sportwissenschaft studiert und startete im 1500-Meter-Hindernislauf der A-Jugend.und bei den DDR-Junioren, wo er 1960 DDR-Juniorenmeister und bei den Senioren über 3000 Meter 1965 DDR-Vizemeister war; ihre Mutter wurde als Ilse Schönemann 1961 DDR-Meisterin über 800 Meter.
Antje begann ihre Karriere im Sport zusammen mit ihrer Schwester Heike als Skilangläuferinnen im heimatlichen Trainingszentrum Stützerbach und holte 1984 bei den Juniorenweltmeisterschaften in Trondheim und 1985 bei den Juniorenweltmeisterschaften in Täsch und bei den Nordischen Skiweltmeisterschaften in Seefeld jeweils die Bronzemedaille mit der Staffel der DDR. 1984 und 1985 wurde sie als Juniorin DDR-Meisterin bei den Frauen. Nach ihrem Ausscheiden aus dem Nationalkader durfte sie ihren DDR-Meister-Titel im Folgejahr nicht verteidigen. Sie startete weiterhin erfolgreich bei Volksläufen, u. a. zweiter Rang beim GutsMuths-Rennsteiglauf über 46 km 1986, und wurde 1986/87 DDR-Studentenmeisterin im Skilanglauf für ihre Studieneinrichtung, die Pädagogische Hochschule Potsdam. Als sich ihr Vater Henner Misersky, der bis 1985 beim SC Motor Zella-Mehlis als Jugendtrainer arbeitete, weigerte, seiner Tochter die für A-Kader verordneten Dopingmittel zu verabreichen, wurde er 1985 fristlos entlassen. Antje Misersky selbst trat – unter Druck gesetzt – aus der Nationalmannschaft aus. An der Kinder- und Jugendsportschule in Zella-Mehlis legte sie 1985 das Abitur ab und begann 1987 an der PH Potsdam ein Lehrerstudium für Sport-Geografie. Sie wurde aus dem Kader des SC Motor Zella-Mehlis gestrichen. Sie startete und trainierte mehrere Jahre in der Sektion Skilanglauf der Hochschulsportgemeinschaft der Technischen Hochschule Ilmenau, wo ihr Vater Sektionsleiter und Trainer war.

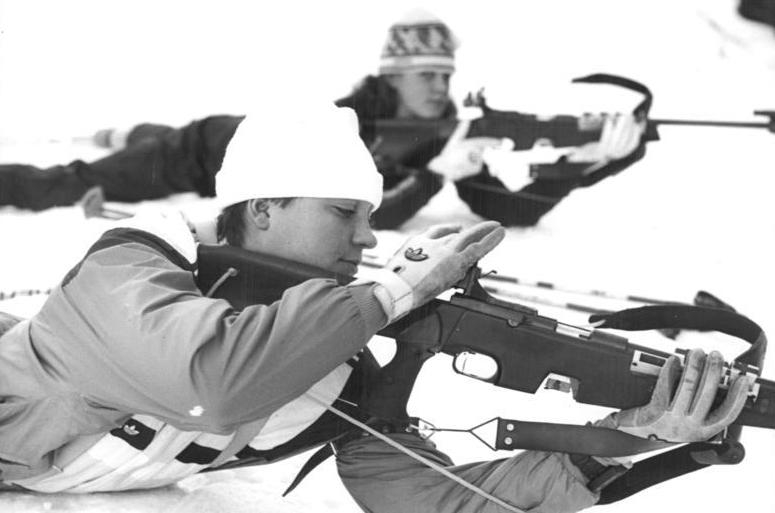
Antje Misersky (hinten) im Januar 1990 am Schießstand

Spätestens im Sommer 1989 wurde Antje Misersky in den Leistungskader des ASK Vorwärts Oberhof übernommen, um eine konkurrenzfähige DDR-Auswahl im aufkommenden Frauen-Biathlon mit aufzubauen. In der Folge startete sie auch noch in der Wintersportsaison 1989/90 im Biathlon-Weltcup für die DDR, anfangs mit eher mäßigem Erfolg. In der darauffolgenden Saison konnte sie bei den Biathlon-Weltmeisterschaften in Lahti zusammen mit Uschi Disl und Kerstin Moring in der 3 × 5-km-Staffel mit Bronze ihre erste internationale Meisterschaftsmedaille gewinnen. Bei den Olympischen Winterspielen 1992 in Albertville gewann Antje Misersky Gold über 15 km, Silber über 7,5 km und mit der Staffel. Als erfolgreichste Biathletin dieser Spiele und erste deutsche Olympiasiegerin im Biathlon war sie Fahnenträgerin der Mannschaft des wiedervereinigten Deutschlands bei der Schlussfeier der Spiele. Bei den Olympischen Winterspielen 1994 in Lillehammer gewann sie nochmals Silber mit der Staffel. Bei den Weltmeisterschaften 1995 in Antholz gewann sie Gold mit der Staffel. Im Biathlon-Weltcup errang sie in Einzeldisziplinen fünf Siege und sieben weitere Podiumsplätze.
Für ihre Erfolge bei den Olympischen Winterspielen 1992 erhielt sie am 23. Juni 1993 das Silberne Lorbeerblatt. Sie wurde zur Ehrenbürgerin ihres Heimatortes Stützerbach ernannt.
Im Frühjahr 1993 heiratete sie Ian Harvey, den sie ein Jahr zuvor bei einer Amerikareise kennengelernt hatte und startete seitdem unter dem Namen Harvey. Sie zog sich 1995 aus dem Wettkampfsport zurück und lebt mit ihrem Mann und ihren beiden Töchtern in Heber City (Utah), wo sie zusammen mit ihrem Mann ein Sportgeschäft betreibt. 2000 erwarb sie die Staatsbürgerschaft der Vereinigten Staaten. Sie und ihre beiden Töchter besitzen die doppelte Staatsbürgerschaft. 2002 wurde sie Mormonin.
2005 wurde Antje Harvey für ihre mutige Haltung in Berlin die Heidi-Krieger-Medaille, eine Auszeichnung des Vereins Doping-Opfer-Hilfe, verliehen. 2012 wurden sie und ihr Vater in die Hall of Fame des deutschen Sports aufgenommen.

## Biathlon-Weltcup-Platzierungen
Die Tabelle zeigt alle Platzierungen (je nach Austragungsjahr einschließlich Olympische Spiele und Weltmeisterschaften).
- 1.–3. Platz: Anzahl der Podiumsplatzierungen
- Top 10: Anzahl der Platzierungen unter den ersten zehn (einschließlich Podium)
- Punkteränge: Anzahl der Platzierungen innerhalb der Punkteränge (einschließlich Podium und Top 10)
- Starts: Anzahl gelaufener Rennen in der jeweiligen Disziplin

| Platzierung | Einzel | Sprint | Verfolgung | Massenstart | Staffel | Gesamt |
| --- | ------ | ------ | ---------- | ----------- | ------- | ------ |
| 1. Platz | 3      | 2      |            |             | 10      | 15     |
| 2. Platz |        | 4      |            |             | 4       | 8      |
| 3. Platz | 2      | 1      |            |             | 1       | 4      |
| Top 10 | 10     | 14     |            |             | 18      | 42     |
| Punkteränge | 21     | 24     |            |             | 18      | 63     |
| Starts | 26     | 30     |            |             | 18      | 74     |
| Stand: Karriereende, Daten möglicherweise unvollständig Vier Podiumsplatzierungen in der Staffel bei WM und Olympia nicht enthalten. |        |        |            |             |         |        |